# Daria (Engracia) Andiarena Sagaseta
Daría (Engracia) Andiarena Sagaseta (ur. 5 kwietnia 1879 w Danamaría, zm. prawdopodobnie 6 grudnia 1936 w Aravaca) – hiszpańska zakonnica, męczennica i błogosławiona Kościoła katolickiego.

## Życiorys
W wieku 23 lat wstąpiła do Zgromadzenia Służebnic Maryi (Siervas de María, Ministras de los enfermos). Chorowała na wrzody żołądka. 19 kwietnia 1903 roku złożyła śluby zakonne, a 5 maja 1913 roku śluby wieczyste. W 1922 roku została przydzielona do nowicjatu jako asystentka. Zginęła w czasie wojny domowej w Hiszpanii.
Beatyfikowana 13 października 2013 roku w grupie 522 męczenników przez papieża Franciszka.